# Trypoxylon attenuatum
Trypoxylon attenuatum (лат.) — вид песочных ос из подсемейства Crabroninae (триба Trypoxylini).

## Распространение
Европа: Великобритания, Германия, Греция, Испания, Италия, Польша, Португалия, Франция, Россия, Украина, Швеция и др. Балеарские острова.

## Описание
Длина 7—11 мм (самки), 6—8 мм (самцы). Передний край наличника посредине с 2 притуплёнными зубчиками. Переднее крыло с 1 радиомедиальной и 1 дискоидальной ячейками.